# Cyclophora aquila
Anisodes aquila là một loài bướm đêm trong họ Geometridae.